# 燒腩卷
燒腩卷是廣東、香港和澳門地區的懷舊飲茶點心及小吃，是以用澄麵和生粉搓成粉糰的皮，卷住燒豬腩肉，蒸熟便成。